# Buchenavia macrophylla
Buchenavia macrophylla är en tvåhjärtbladig växtart som beskrevs av Richard Spruce och August Wilhelm Eichler. Buchenavia macrophylla ingår i släktet Buchenavia och familjen Combretaceae. Inga underarter finns listade i Catalogue of Life.